# Zdeněk Matějček
Zdeněk Matějček (16. srpna 1922 Chlumec nad Cidlinou – 26. října 2004 Praha) byl světově uznávaný dětský psycholog, který se průkopnicky věnoval studiu podmínek vývoje dětí v ústavech – v prostředí psychického strádání neboli deprivace. Jednalo se o moderního reformátora péče o děti, který zdůrazňoval nezastupitelnou úlohu rodiny.

## Život
Narodil se v Chlumci nad Cidlinou ve východních Čechách. Jeho otec byl ředitelem kladrubského hřebčína. V Chlumci setrval až do dospělosti, spolu s rodiči a mladším bratrem. Do míst svého mládí se Matějček později rád vracel ve vzpomínkách. Jeho rodiče pocházeli z českobratrských kořenů a tato tradice byla zachována i jeho třemi dětmi (Jarmila, Jana a Zdeněk). Matějček se stal spoluzakladatelem a prvním předsedou sdružení, které do terapie dětí zapojilo i domácí zvířata, například psy nebo koně.
Po velmi úspěšné maturitě na reálném gymnáziu v Pardubicích vzhledem k válce nemohl studovat, a tak pracoval v otcově hřebčíně jako zemědělský dělník a později u Bati ve Zlíně. Po válce vystudoval na Filozofické fakultě Univerzity Karlovy češtinu a filozofii (jejíž součástí byla tehdy i psychologie). Pro profesní dráhu psychologa se rozhodl v důsledku událostí po únoru 1948.
Krátce působil jako psycholog ve výchovném ústavu „Dobrý pastýř“ (1950–1951), poté nastoupil jako psycholog v Sociodiagnostickém ústavu v Praze, jehož úkolem bylo mimo jiné sledovat vývoj dětí v kojeneckých ústavech a v dětských domovech. Sociodiagnostický ústav předběhl svou dobu tím, že se na vyšetření každého dítěte podílel celý tým odborníků – psycholog, lékař a sociální pracovnice. Velká pozornost se věnovala hodnocení funkce rodiny.
V ústavu, který byl zaměřen na péči o dítě, diagnostiku a terapii poruch a vad, se seznámil s Josefem Langmeierem, s nímž společně vytvořili originální a světově objevné dílo o psychické deprivaci. Definovali tak nový psychologický pojem. Na základě pravidelného a mnohaletého sledování vývoje dětí v dětských domovech, tedy v podmínkách, v nichž jim bylo odepřeno naplňování mnoha základních potřeb duševní a sociální povahy, prokázali autoři, že ústavní výchova představuje závažné ohrožení duševního a sociálního vývoje dětí a její negativní důsledky poznamenávají tyto děti jako skupinu až do dospělosti. Výsledky své práce publikovali v knize Psychická deprivace v dětství. Ta vzbudila velkou pozornost v Československu (čtyři vydání) i v zahraničí, kde byla přeložena do angličtiny, němčiny a ruštiny. Také se stala tématem slavného filmu Děti bez lásky (1963) režiséra Kurta Goldbergera, na kterém Matějček spolupracoval. Vlivem knihy a filmu začala institucionální výchova v Československu slábnout. Měly i přičinění na prodloužení mateřské dovolené v 60. a 70. letech – na poměry tehdejšího světa unikátních tří až čtyř let.
Od roku 1953 do roku 1969 pracoval Zdeněk Matějček v dětské psychiatrické ambulanci KÚNZ Praha. Poté nastoupil jako odborný asistent na katedru pediatrie Institutu pro další vzdělávání lékařů a farmaceutů (ILF), kam ho pozval prof. Švejcar. Zde obnovil spolupráci s prof. Langmeierem. Společně dokončili výzkumnou pedagogickou a klinickou práci na vybudování tzv. pražské školy klinické psychologie. Od začátku 70. let přednášel i na katedře psychologie FF UK v Praze klinickou psychologii a psychologické poradenství. Vedl mnoho diplomových prací studentů a mnoha dalším byl oponentem. Význam této činnosti podpořil, když v 90. letech založil svůj fond nazvaný Nadace profesora Matějčka na oceňování nejlepších diplomových prací z oblasti vývojové psychologie. Postupně se stával významnou psychologickou kapacitou. Publikoval a přednášel u ČR i v zahraničí. V té době se také věnoval dyslexii a byl významným spoluzakladatelem Sdružení SOS dětských vesniček. Vedle své pedagogické práce v ILF a i mimo něj neustával ve své vědecko-populární činnosti. Od roku 1991 až do své smrti pracoval jako výzkumný pracovník v Psychiatrickém centru Praha. Zároveň od roku 1994 působil v Dětském centru Paprsek v Praze. Kromě toho se soustředil na tvorbu nových diagnostických nástrojů, na adaptaci vyšetřovacích metod (práce s kresbou rodiny) a na překlad Gessellovy metody pro děti a další diagnostické metody.
Byl členem mnoha profesních organizací v České republice (např. Učená společnost ČR, Česká lékařská akademie, Českomoravská psychologická společnost aj.) i v zahraničí (např. International Dyslexia Association, International Study Group on Children with Special Education Needs aj.).
Za svůj život obdržel mnoho ocenění, např. cenu za výzkum „Distinguished Contribution to Research in Public Policy“ Americké psychologické asociace, čestný doktorát University of Saskatchewan (Kanada), medaili „Za zásluhy“ od prezidenta České republiky, medaili Ministerstva školství, mládeže a tělovýchovy ČR „Za celoživotní tvůrčí pedagogickou činnost“.
Ve volném čase se mimo jiné věnoval honitbě a střelbě, což vzhledem k jeho povaze bylo překvapivé. To také někdy přinášelo dlouhé a ostré diskuse s jeho přáteli, jak je možné, že tak mírný člověk se věnuje takovému sportu. Mnohdy tato dohadování končívala až u samotného Freuda.
V důchodu prof. Matějček nastoupil do laboratoře vedené doc. Dytrychem. Zde zahájili několik dlouhodobých studií – dětí z rozvedených rodin, dětí narozených mimo manželství, dětí bez rodin, nechtěných dětí a dalších. V Dětském centru Paprsek u doktora Šturmy si ponechal jeden den na klinickou a poradenskou práci. Dokončoval řadu svých knih. Na konci života prohlásil: „Rozumět znamená pomáhat“.
Zdeněk Matějček pocházel z evangelické rodiny a sám byl členem farního sboru ve Vršovicích, několik let působil i v tamním staršovstvu.
Zemřel 26. října 2004 v Praze ve věku 82 let.

## Dílo
Prof. Matějček je autorem mnoha článků a knih o výchově. S prof. Langmeierem společně napsali v roce 1991 knihu Praxe dětského psychologického poradenství, do níž vložili svou mnohaletou společnou práci (kniha vyšla v reedici v roce 2011). Spolu pak také vydali knihu Počátky našeho duševního života. Opírali se při tom o svou víceúrovňovou studii deprivace v dětském věku. Tím dosáhli dalšího mezinárodního uznání a poukázali na mimořádný význam perinatálního období dítěte a náležité péče o ně. Z. Matějček je také autorem několika knih pro rodiče: Po dobrém, nebo po zlém?, Co, kdy a jak ve výchově dětí a Co děti nejvíc potřebují.
- Kalina, Kamil; Hubálek, Slavomil; Matějček, Zdeněk; Šturma, Jaroslav: Křesťanství a psychologie, 1992, Česká křesťanská akademie, ISBN 80-900615-7-5